# 反恐行动
《反恐行动》（英文名：Mission Against Terror，简称MAT）是中国大陆的金山软件旗下的鲸彩工作室开发的一款FPS网络游戏。游戏以“休闲”为宣传点，在常规的FPS系统中添加了一些休闲成分。该游戏另一特色为内嵌杜比实验室的杜比Axon语音技术。
金山软件一直在推动该游戏电竞化。2009年该游戏成为CEG2009的表演项目。2009年10月7日起金山软件与杜比实验室联合举办了“杜比杯《反恐行动》电子竞技大赛”，此后金山一直在举办着本作的“金牌联赛”。
该游戏（曾）在中国大陆、台湾、香港、澳门、泰国、马来西亚、菲律宾、新加坡、北美、印尼、柬埔寨、澳大利亚、土耳其等地区运营。
另外香港版《Head Shot殲滅者Online》為香港少數以廣東話語音配音的線上遊戲，其中更以粵語粗口為港版的獨有特色。

## 游戏模式介绍

### 团队复生
包括个人复生与团队复生，该类模式中玩家阵亡后短时间内会立即在己队起始地区复生。团队复生模式中，对战双方进行消灭敌队队员的战斗，至一队消灭人数达到规定标准而获胜（或规定游戏时间耗尽后消灭人数多的队伍获胜）；个人复生模式中除玩家本人以外的其他玩家均为敌人，至规定游戏时间耗尽后按照玩家的成绩排名来给定荣誉值（相当于经验值）。

### 殲滅模式
於殲滅模式中，玩家分为两队行动，互相攻击，双方牺牲玩家不可复生，至一队被全歼或规定游戏时间耗尽后一局结束，一队获胜次数达到规定数值或规定游戏时间耗尽后游戏结束，产生胜利队伍。

### 爆破模式
於爆破模式中，玩家分为两队行动，红方以爆破目标，蓝方以阻挠爆破为目的，双方牺牲玩家不可复生，当蓝队被全歼或阻挠爆破失败时红队获胜，当红队被全歼时蓝队获胜，一队获胜次数达到规定数值或规定游戏时间耗尽后游戏结束，产生胜利队伍。

### 占领模式
玩家分为两队行动，互相攻击并尝试占领地图中阵地，占领全部阵地或游戏时间结束时占领阵地较多的阵营即可获胜。如双方占领阵地数量相同则平局。战斗尚未结束，双方牺牲玩家可重复复生。

### 幽灵模式
红方（幽灵）以爆破目标，蓝方以阻挠爆破为目的，双方牺牲玩家不可复生。该模式中幽灵只能使用近身武器，但很难被看见，仅在移动时会轻微显身，另外幽灵会发出能被对手听见的呼吸声，按住Alt键在一定时间里可以屏住呼吸，但重新呼吸时会发出明显的咳嗽声。当蓝队被全歼或阻挠爆破失败时红队获胜，当红队被全歼或炸彈成功拆除时蓝队获胜，一队获胜次数达到规定数值或规定游戏时间耗尽后游戏结束，产生胜利队伍。

### 木乃伊1模式
游戏一局起始时所有玩家有15秒时间可以进行自己防守位置的选择，之后有少部分玩家会变成木乃伊。木乃伊只要攻击人类，人类就会变成木乃伊。木乃伊感染人类或人类消灭木乃伊均会得分。若一局内所有人类都被感染成木乃伊，则所有木乃伊得分增加；一局规定时间到达后仍然有人类幸存或人类在规定时间内消灭所有木乃伊，则所有人类得分增加。一队获胜次数达到规定数值或规定游戏时间耗尽后按照玩家的得分排名来给定荣誉值。
木乃伊模式中的木乃伊在游戏房间设定允许的情况下才可以互相伤害，这也是本游戏唯一允许队友伤害的模式。

### 木乃伊2模式
游戏一局起始时有随机的少量玩家会变成终结者（设定的一种战斗机器人），他们的任务是抵抗其余玩家扮演的可无限重生并能力各异的木乃伊的攻击。终结者阵亡后可以被别的终结者复活。地图上会随机出现终结者使用的医疗包和弹药包。游戏一局的中途会有一段时间木乃伊被全灭以便终结者停顿休整。木乃伊杀死终结者或终结者消灭木乃伊均会得分。若一局内所有终结者被消灭，则所有木乃伊得分增加；一局规定时间到达后仍然有终结者幸存，则所有终结者得分增加。一队获胜次数达到规定数值或规定游戏时间耗尽后按照玩家的得分排名来给定荣誉值。

### 木乃伊3
这游戏被分为普通和困难，两种模式。普通就20局30分钟，困难就30局40分钟，在一定的时间内打败boss就可以通关了，通关后要靠分数来决定玩家的奖励（分数靠每局杀怪所得）。地图上有一个补弹点，两架机枪（左键机枪，右键大炮）和三个机器可以用点数来换取特殊能力和武器（第一个换速度，第二个换原子手榴弹，最后一个换电击枪）（点数靠给予怪兽攻击所得）。
游戏期间，玩家不能靠跳舞回复生命，只能靠游戏前所买的血清在游戏里回复生命，而且玩家只有2次免费复活机会，2次机会没了后，只能靠复活币来复活了。

### 木乃伊4
这游戏被分为普通和外传，两种模式，普通：在一定的时间内通过3个关卡，就能通关了。而外传：一共有4个关卡，第三关卡的分数和第四关卡的分数能加起来。每一关，都有限定的分数，玩家们要互相让分。如果拿到限定的分数，就能获得奖励A，B和C。三个奖励都拿齐就能获得更好的奖励。每一关卡，都有补弹点，没有机抢。游戏期间，玩家不能靠跳舞回复生命，只能靠游戏前所买的血清在游戏里回复生命，而且玩家只有4次免费复活机会，4次机会没了后，只能靠复活币来复活了。

### 坦克大战
玩家分为队行动，互相攻击（攻击主要搭乘坦克进行）以及突击对方基地的直升机，双方牺牲玩家可重复复生。消灭敌人和成功摧毁对方直升机均可得分，至一队总得分达到规定标准而获胜（或规定游戏时间耗尽后总得分多的队伍获胜）。

### 赏金模式
该模式中玩家需要对抗计算机AI控制的对手。全模式中玩家和计算机对手均可无限复生。分为以下几种：
- 对抗任务：规定时间内使用热兵器与同样携带热兵器的马萨奥战士进行团队复生模式。
- 斩首任务：规定时间内使用热兵器冲破对方马萨奥战士的包围击毙马萨奥队长的次数达到指定标准。这是一个很有难度的模式。
- 爆头任务：规定时间内使用热兵器消灭足够数量的同样携带热兵器的马萨奥战士，只有击中对方头部才能击毙。
- 剿匪任务：规定时间内使用热兵器避免被仅携带近身武器、移动速度较快的叛匪杀死的次数过多。
- 雷战任务：规定时间内使用近战武器和巨量手雷消灭足够数量的可近身攻击的瘟猪。
- 终结任务：规定时间内使用热兵器消灭足够的木乃伊并且己方阵亡次数在规定范围之内才能获胜。

### 雪仗模式
该模式为休闲类模式。玩家分为两队行动，主要使用雪球互相攻击。雪球被设定为一击必杀的武器。至一队消灭人数达到规定标准而获胜（或规定游戏时间耗尽后消灭人数多的队伍获胜）。

### 聊天室
玩家进入聊天室后可以与其它玩家进行语音或文字的聊天，并可进行不计入玩家成绩的拳击比赛。装备挂机卡后在聊天室里挂机可以获得荣誉值，一个房间内人数越多获得荣誉值速度越快。

## 游戏特色

### 跳舞回血
游戏中按V（默认）可以跳舞，同时生命值会缓慢回复，並會依據每一個角色的裝備跳舞卡，而在場中呈現不同的風格，並且在跳舞的过程中人称会变为第三人称，转动视角將可以看到一些在第一人称状态下不能看到的情况，但由于跳舞的过程中玩家身边会散发出光芒，也容易被敌人发现，所以可透過遊戲道具中的“低调的华丽”（阻絕跳舞之後散发的光芒）。

### 变形雷
在游戏的某些模式中，玩家可使用变形雷（如变猪雷、变龟雷），被变形雷炸到的玩家不分敌我均会变为跑速极快但防御力低且不能跳舞回血的动物（同时画面变为第三人称），一段时间后恢复。

### 武器铸造系统
游戏中的一些特殊武器无法使用虚拟货币（银币）或现实货币（金币）购买，而需要在赏金模式中将武器的原材料集齐，再使用铸造机（可配合现金道具“图纸”）进行铸造。

### 8星武器升级系统
游戏中每位玩家當达到10等級时即可於任務系統中获得1块武器『源石』，並可從中自選提炼出『AK-47、M4A1、AWP』其中一把武器。所得預設武器是为Lv1，可透过在游戏中PVP、PVE模式中的擊殺敵人来获取经验值及提升武器效能。武器培養等级最高为LV10

## 运营情况
| 名称                            | 语言     | 地区       | 运营商                         | 版本      |
| ------------------------------- | -------- | ---------- | ------------------------------ | --------- |
| 新反恐行动                      | 简体中文 | 中国大陆   | 金山软件                       | 2.1.6.832 |
| X-SHOT                          | 泰文     | 泰國       | 2.1.6.455                      |           |
| X-SHOT                          | 印尼文   | 印度尼西亞 | 2.1.6.388                      |           |
| X-SHOT                          | 英文     |            | 2.1.6.1                        |           |
| Mission Against Terror (M.A.T.) | 英文     | 马来西亚   | CiB Net Station                | 2.1.6.484 |
| Mission Against Terror (M.A.T.) | 英文     | 北美       | Wicked Interactive、Suba Games | 2.1.6.404 |
| Mission Against Terror (M.A.T.) | 土耳其文 | 土耳其     | Wicked Interactive、Suba Games |           |
| AK Online                       | 高棉文   | 柬埔寨     | Sabay                          | 2.1.6.486 |